# クレール・ベルナール
クレール・マリー・アンヌ・ベルナール（Claire Marie Anne Bernard, 1947年3月31日 - ）は、フランスのヴァイオリン奏者。
ルーアンの生まれ。幼いころからヴァイオリンを学び、8歳の時にはブリュッセルでコンサートを開くほどの早熟ぶりを示した。ルーアン音楽院を経てパリ音楽院でヴァイオリンを専攻し、1959年にプルミエ・プリを取得。その後はヘンリク・シェリングの薫陶を受けた。1964年にブカレストで開かれたジョルジェ・エネスク国際ヴァイオリン・コンクールに出場して優勝した。